# ブフ

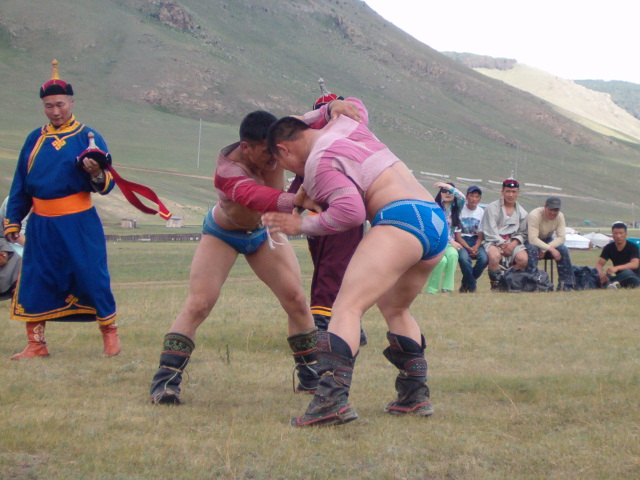
モンゴルウランバートル近くで行われたナーダムにて

ブフ（蒙古語：ᠪᠥᠬᠡ Böke、現代モンゴル語：бөх、中国語：搏克）は、モンゴルに古来より伝わる伝統的な立技組技系格闘技である。その起源は、紀元前3世紀頃とされ馬を早く走らせること、力強く組み合うこと、弓を射ることが人々の間に広まりこの3種目を力で競い合うことから派生してきたとされる。また、宗教的な奉納儀式として、さらに軍事訓練的な要素も持っていたといわれる。
日本では相撲と似ているということでモンゴル相撲または蒙古相撲といわれている。

## 歴史
モンゴル国では年に一度の民族の祭典である国家ナーダムが1921年からあり、その催し物の一つとしてブフが行われている。
内モンゴルでは1948年から始まり、1978年から近代スポーツ化を図るためにルールの改革が進み、1999年には賞金制度が導入された。一方、モンゴル国でも1997年には「ブフ・リーグ」が発足、有力企業によるクラブが急増、商業化が進みつつある。神技的な儀式を残しつつもプロスポーツ化され、この点は日本の大相撲に類似している。また、日本で言う力士の事をモンゴルでは「フテチ」と呼ぶ。

## ブフの2大潮流
ブフは大きく2つに分類できる。一つはモンゴル国で実施されているハルハ・ブフ、もう一つは中国・内モンゴル自治区で実施されているウジュムチン・ブフである。これらには、ルールや衣装や称号に違いがある。
朝青龍明徳（高砂部屋）の兄スミヤバザルや白鵬翔（宮城野部屋）の父ムンフバトはハルハ・ブフであり、代々木公園で毎年開催されるブフの大会に参加している蒼国来栄吉（荒汐部屋）はウジュムチン・ブフの潮流である。
なお、2大潮流以外にも次のとおり実際にはいくつもの形態・系列に細分化される。
- ボホ・ノーロルドン：モンゴル国西部、上半身裸、三階級、三本勝負
- オルドス・ブフ：内モンゴル西部、取り組み直前まで顔を隠す
- シャルボル・ブフ：内モンゴル西部、膝より上が地に付けば負け
- デードゥ・モンゴル・ブフ：中国青海省、普段着でおこなう
- ブリヤート・ブフ：ロシア（ブリヤート共和国）、上半身裸、体重別、儀礼では砂まき

2009年から中国・ロシアからのモンゴル系民族も参加した全モンゴル民族ブフ・トーナメントが開かれており、第1回はモンゴル国のウランバートル、第2回は中国のシリンホト市、第3回はロシアのブリヤート共和国、第4回はロシアのトゥヴァ共和国、第5回もモンゴル国のウランバートルで開かれている。

### ルール

#### ウジュムチン・ブフ（内モンゴル）
近年では1組の取り組みに1人のヒャナグチ（行司）がつくようになった。以前は1人のヒャナグチが同時に何組みもの取り組みの審判を務めていた。
足の裏以外の部分が先に地面に着いたら負けとなる。手で下半身へ技をかけることは認められないが、足で足に技をかけることが基本である。柔道のように組み手争いから始めるが、取り組みの過程で取っ組み合うことは可能である。レスリングのグレコローマン・スタイルと類似している。
明確な番付はないが長年安定した成績を残したり、128名のトーナメントで3回優勝すればジャンガーという黒以外の色の入った首飾りが付けられる。ジャンガーを持つ力士の中で特別に強い力士は引退式を行い、自分のジャンガーを次世代の有望の力士に譲り渡す習慣は今でも引き継がれている。1984年からは女子のブフも行なわれている。

#### ハルハ・ブフ（モンゴル国）
取り組みをする力士には、それぞれ一人ずつザソール（行司）がつく。ザソールは取り組み中に自分が付き添う力士にアドバイスをすることができるのでボクシングのセコンドのような存在であるが、相撲でいう行司役も務める。
肘・膝・頭・背中・お尻いずれかが先に地面に着いたら負けとなる。日本の相撲とは異なり、手の平が地面についても負けにはならない。また、土俵がないので押し出しやつり出しといった技はないが、足取りは認められているので足をつかんでのダイナミックな投げ技が多く見られる。
年1回の国家ナーダムで512名のトーナメントが行われ、上位16位以内の力士にはツォル（称号）が授与される。それは次のとおりである。
ナチン（隼）
16位（5回戦進出）
ハルツァガ（大鷹）
8位（6回戦進出）
ザーン（象）
4位（7回戦進出）
ガルディ（迦楼羅：ガルダ）
2位（準優勝）
アルスラン（獅子）
1位（優勝）
アヴァラガ（巨人）
アルスラン称号の力士が再度優勝（連続は要件ではない。以下同じ）
ダライ・アヴァラガ（偉大な巨人）
アヴァラガが再度優勝
ダヤン・アヴァラガ（世界の巨人）
ダライ・アヴァラガが再度優勝
ダルハン・アヴァラガ（聖なる巨人）
ダヤン・アヴァラガが再度優勝
禁じ手は10種類で、かんぬきで腕を極めるガルフシフは腕が縦に折れるという意味の荒技である。

### 衣装と儀式
ウジュムチン・ブフ（内モンゴル）
ゾドク（ベスト）とゴダル（ブーツ）、トリクチ（足袋）のほかジャンガー（ホロジャンガーという布が首輪多数ついている）という首飾りをつける。これは土地神を祭るもので女性はさわることができない。下半身への攻撃が認められていないためバンジルというひだの多く入ったラクダの前足のようなズボンとトーホーという膝あてを着用する。フテチは「ホーリン・ショックショー」（種らくだの走り）すり足で入場、アルスランギン・ツェラルト（獅子の飛躍）という飛躍によりジャンガーがたてがみのように見え獅子と種ラクダの合体のイメージを舞う。
ハルハ・ブフ（モンゴル国）
ジャンジン・マルガイ（民族帽子）、ゾドク（ベスト）、ラクダの後ろ足のようなショーダク（ブリーフ型のパンツ）、グダル（ブーツ）といった民族衣装をまとう。ザソール（行司）が挑戦のツォル（歌）を唱え、ブフ（力士）は獅子の体をした鷹のイメージで羽ばたきしながら入場し2回2方向に舞い降りる所作「シャバー」により鷹と種らくだの合体を示し、一礼して太ももを叩き終わる。取り組み前に帽子をザソール（行司）にあずけ試合後にまたかぶる。

#### 主なアヴァルガ
ジグジドゥ・ムンフバト
横綱・白鵬翔の父親。レスリングで1964年の東京五輪から5大会連続でオリンピックに出場して1968年のメキシコ五輪では銀メダルに輝き、モンゴル国に初のオリンピック・メダルをもたらした国家的英雄である。1963年、1964年の国家ナーダムで2年連続優勝を果たすとともに通算6度優勝するなど、大相撲に例えると一代年寄クラスのアヴァルガである。2018年4月9日死去。76歳没。
バドマンヤンブー・バドエルダニ
1988年、1989年、1990年の国家ナーダムで3年連続優勝を果たしダヤン・アヴァルガ（世界の巨人）の称号が贈られる。また、1992年から1999年まで国家ナーダム8連覇を達成して通算12度の優勝を飾り、20世紀を代表するブフ力士である。2004年からモンゴル人民党の国家大会議議員でもあり、政治家なので稽古をほとんどしていないにもかかわらず2006年のブフ大会ツァガーンサルで優勝するなど、その力量は懸絶している。サンボでも優勝経験があり柔道でもオリンピック出場、世界相撲選手権大会でも優勝している。これらの格闘技大会出場のため幾度となく来日している。2013年モンゴル大統領選挙ではツァヒアギーン・エルベグドルジの対抗馬候補であった。「バドエルデン」「バドエルデネ」とも表記される。
ドルゴルスレン・スミヤバザル
横綱・朝青龍明徳の兄でレスリングでオリンピックの代表歴を持ち、2003年に日本で総合格闘技デビューした。1998年、1999年の国家ナーダムで2年連続準優勝、2006年の国家ナーダムで初優勝して本来ならばアルスランが贈られるところ熱狂的な観衆の声にこたえる形でエンフバヤル大統領から初優勝でアヴァルガが特別授与された。

### 投げ技
主な投げ技
ウジュムチン・ブフ（内モンゴル）
- ドゥークルトゥホ：回転投げ
- ゾラホ：引き落とし
- フンテレー：ゾラホと足払いの組み合わせ
- ウスギートゥック：踵払い
- ガルドラホ：手を地面につける（ルールで許される）

ハルハ・ブフ（モンゴル国）
- アチホ：足車
- ソラエホ：小股すくい
- ウムスク：水車落とし
- ハビラホ：ささえ釣こみ
- フル・オローホ：後ろ河津がけ
- フルムフ：内股
- スホフ